# Paldal-gu
Paldal-gu es el distrito central de la ciudad de Suwon en Gyeonggi-do, Corea del Sur.

## Divisiones administrativas
- Godeung-dong (고등동)
- Hwaseo-dong (화서동)
- Ingye-dong (인계동)
- Ji-dong (지동)
- Haenggung-dong (행궁동)
- Maegyo-dong (매교동)
- Maesan-dong (매산동)
- Uman-dong (우만동)